# Regalo del cielo
Regalo del Cielo fue una telecomedia emitida al aire de lunes a viernes a las 19:00 por Canal 9 de Argentina, durante el año 1991. Fue escrita e ideada por Alejandro Romay, la dirección estuvo a cargo de Hugo Moser y su elenco fue un selecto grupo de los mejores actores de la televisión argentina. Protagonizada por Pablo Alarcón, Germán Kraus, Patricia Palmer y Arturo Bonín. Coprotagonizada por Déborah Warren, Cecilia Dopazo, Emiliano Kaczka, María Pía y Juan Ignacio Machado. También, contó con las actuaciones especiales de María Fiorentino y los primeros actores Raúl Rossi, María Concepción César y Maurice Jouvet, más la presentación de Pedro Aragona. Estuvo en el aire durante el año 1991, siendo finalizada en diciembre de ese mismo año. Fue una de las novelas éxito del canal, llegando a rozar los 40 puntos de rating. Al año siguiente, se realizó una secuela de esta telecomedia, en formato unitario, pero ya sin las mismas estrellas, ni el éxito que acompañó a la primera parte.

## Sinopsis
Antonio Saldívar (Pablo Alarcón) era un empresario exitoso. Hijo único del también empresario Renato Saldívar (Maurice Jouvet), juntos manejaban la empresa textil familiar, hasta que la desgracia golpeó las puertas. Antonio fue víctima de un terrible accidente intencionado (su automóvil fue saboteado), por el cual termina perdiendo la vida. Al momento de morir, Antonio estaba casado con Ana María (Patricia Palmer) y tenía una hermosa familia con tres hijos. Luego de ser despedido por sus familiares y amigos, en la noche de aquella triste jornada ocurre un milagro. Mientras su hijo Dieguito (Pedro Aragona) dormía en su cama, Antonio se aparece reencontrándose con su hijo menor. Se descubre que, tras su triste final, a Antonio se le es permitido regresar al mundo de los vivos como un fantasma, siendo percibido visualmente sólo por su hijo Dieguito y bajo la celosa custodia del ángel guardián Gaspar (Raúl Rossi).
Las cosas a partir de allí toman un vuelco inesperado, convirtiéndose Antonio en una especie de protector de su familia, a la vez de enterarse verdades relacionadas con su destino final y forjando una relación cada vez más especial con su pequeño hijo. El nuevo estatus de Antonio, a su vez, es generador de las más divertidas y disparatadas aventuras entre esta alma en pena, su pequeño hijo y su ángel guardián.

## Personajes

### Principales
- Antonio Saldívar (Pablo Alarcón): el protagonista de esta historia es un empresario textil casado con tres hijos. Al comienzo de la historia tiene un accidente de tránsito, armado por gente que trabajaba a su lado, que le cuesta la vida. Tras esa trágica escena, una noche regresa al mundo de los vivos apareciéndose ante su hijo Diego, quien a partir de ese momento será el único que tendrá contacto visual y auditivo con él. A pesar de esto, los otros personajes de la trama también sienten su presencia de alguna u otra forma. Tiene la habilidad de hacer desaparecer cosas, cambiarlas de lugar o también hace sentir su presencia con el contacto físico, como lo hiciera al acariciar el rostro de su esposa Ana María o cuando levantó sobre sus hombros a su mucama Rosa, escaleras arriba, ante la mirada atónita de los presentes. Solía utilizar la palabra perejil cuando se refería a sus excompañeros de trabajo.

- Diego Saldívar (Pedro Aragona): apodado "Dieguito", es el hijo menor de Antonio y por tal motivo, quien más sufrió su pérdida. Su dolor se consuela cuando una noche, su padre reaparece en su habitación, pasando a partir de ahí a ser el único que podía verlo y oírlo. Sin embargo, a veces el exceso de amor del hijo hacia su padre hace que en más de una oportunidad los demás integrantes de la familia vean "cosas raras" en él. Tal fue el caso de su hermano Fabián, cuando entró a la habitación con un grupo de amigos en un momento en que Antonio regañaba a Dieguito por el desorden en la misma. En ese momento, Antonio toma entre sus manos un pantalón, cuando Fabián y los demás ingresan y quedan sorprendidos con los "pantalones flotantes". A pesar de todo esto, la relación entre padre e hijo, comenzaba a ser cada vez más estrecha y especial.

- Pablo Santana (Germán Kraus): Es el mejor amigo de Antonio y su más cercano colaborador en el trabajo. Al ocurrir el accidente de Antonio, se vio "obligado" a cuidar de la familia de su amigo y eso incluía a su viuda, Ana María. Es así que suceden las más enredadas escenas entre Pablo y Ana, en la cual suele a veces intervenir Antonio, corriéndolo a su amigo con alguno de sus "fantasmales" poderes. Sin embargo, a pesar de sentir un amor especial por Ana María, Pablo nunca olvida a Antonio, su amigo, a quien tiene presente siempre y por quien siente una fuerte nostalgia y tristeza. Dieguito lo llama "tío Pablo".

- Ana María (Patricia Palmer): Es la esposa de Antonio y madre de la familia. Trabaja también en la empresa de la familia de su marido. Al morir Antonio, su presencia en la empresa comenzó a ser frecuente, provocando el deseo, tanto de Pablo Santana como de Fernando Perales, uno de los gestores del accidente de su marido. Siempre recuerda a Antonio, hablándole a sus retratos. Lo que no sabe, es que Antonio suele merodear, y cada vez que el encuentra a Ana en una situación complicada con Pablo o Fernando, comienza a persuadirla tan fuerte que ella repite siempre la última palabra que el haya mencionado, generalmente perejil. Una de las costumbres que tenían como pareja, era que cada cumpleaños de Antonio, él le regalaba una rosa a ella como símbolo de que a cada año que el cumplía, renovaba su voto de amor hacia ella. Fue así que, al llegar la primera fecha de cumpleaños de Antonio, ya muerto, este le pide al ángel Gaspar que le reviva la última rosa que le regaló. Gaspar accede al deseo y cuando Ana María abre el libro donde guardaba la última rosa, la descubre radiantemente roja como el día en que llegó a sus manos.

- Fernando Perales (Arturo Bonín): ambicioso y muy calculador, Fernando es el malo de la serie. Al principio tuvo una imagen muy fuerte, siendo el gestor del accidente de Antonio (junto a su amante Carolina, la secretaria de este), al cortarle los frenos de su auto. Sin embargo, con el correr del tiempo, su imagen de malo comienza a diluirse llegando a ser una especie de malvado ridículo que siempre falla en sus planes. Sueña siempre con ganar una pelota de guita y aunque suele coquetear y tener encuentros con Carolina, comienza a sentirse atraído por Ana María. Es así como también se generan sus disputas personales con Pablo, como así también sus comprometidas escenas con Carolina, cuyo momento romántico siempre es interrumpido por la aparición de Renato, Pablo o Ana María. Carolina lo apoda "Chupete", pero él también toma el apodo como su distintivo.

- Gaspar (Raúl Rossi): Es el celoso ángel guardián de la familia y el encargado de controlar que Antonio y Dieguito no se metan en problemas, aunque también suele intervenir en algunos problemas en los que la familia podría ser víctima. Además de Antonio, es el segundo espíritu que Dieguito puede ver, pero con una diferencia en particular: Gaspar al ser ángel, puede tomar forma humana y disfrazarse de diferentes formas: Médico, Abogado, Contratista, Linyera, etc. Es así como varias veces se hizo presente ante los demás miembros de la familia, sin que nadie notara que se trataba de la misma persona. Aprovecha también su acercamiento a Dieguito para aconsejarle e indicarle que ande con cuidado cada vez que aparece su padre. De hecho, es muy celoso con Antonio al punto tal de regañarlo como si fuese un niño. También es el terror de Rosa, quien sospechando de que el espíritu de Antonio seguía dando vueltas por la casa, la idea de que eran dos espíritus ya era demasiado para ella.

### Secundarios
- Renato Saldívar (Maurice Jouvet): Es el abuelo de la familia y padre de Antonio. Es el dueño de la empresa familiar y presidente de la misma. Generalmente, Fernando Perales suele apodarlo "El Supremo". Luego de que su hijo se casara con Ana María, conoció a Julia, la madre de esta, quién también era viuda y de la que se terminaría enamorando y casando. Su matrimonio fue un secreto bien guardado, hasta para sus propios hijos, quienes quedaron sorprendidos al ver quiénes eran los que se casaban. Es un hombre de carácter fuerte, pero de buen corazón, aunque también tiene fama de mujeriego.

- Julia Gutiérrez (María Concepción César): Es la abuela de la familia y la madre de Ana María. Como toda gran madre es muy sobreprotectora con sus nietos, en especial con Diego. Está casada con su consuegro Renato, a quien conoció luego del matrimonio de Antonio y Ana María y siendo ambos viudos, se terminaron enamorando y casando. Aparte de sobreprotectora, también es de un carácter fuerte al punto tal de que no duda en regañar a su esposo cada vez que lo encuentra en situaciones comprometidas.

- Rosa (María Fiorentino): Es la mucama de la casa desde hacía 20 años, siempre atenta a todo, pero muy supersticiosa. Tiene un trauma con los espíritus y sospecha de la presencia de su ex patrón Antonio, merodeando la casa. Tales sospechas le son confirmadas cada vez que Antonio le palmea la cola, o cuando este la levantó sobre sus hombros y la llevó escaleras arriba a la planta alta. Consiente en todo a Dieguito, aunque hay veces que no le presta atención por estar ocupada escuchando en sus auriculares los temas de Sandro. Tuvo una cena de agradecimiento, por sus 20 años de servicio en la casa Saldívar.

- Claudia y Fabián (Cecilia Dopazo y Emiliano Kaczka): los hijos mayores de la familia. Claudia, es la hermana mayor y es una joven que cursa sus estudios de nivel terciario, además de estar de novia con un joven llamado Nicolás. Fabián, es el segundo y se encuentra a poco de terminar su escuela secundaria. Ambos jóvenes sintieron la pérdida de su padre, de una manera tal que ahora se encargan de cuidar a su hermano menor Diego. Tal es el cariño y la contención que le dan, que no creen que el vea a su padre y creen que todo es producto de su imaginación de niño. Sin embargo, sin quererlo o a propósito, Antonio hace sentir su presencia, demostrándoles a sus hijos mayores que tampoco están solos y que Dieguito será su intermediario.

- Nicolás y Mónica (Juan Ignacio Machado y María Pía Galliano): Son dos jóvenes relacionados con Claudia, y de alguna manera con Fabián. Nicolás, el novio de Claudia, es un joven bastante despistado, pero dispuesto a pelear por lo que considera suyo. Es además muy amigo de su cuñado Fabián, con quién trama algunos planes disparatados, como la vez que salieron a vender cosas a la calle para recaudar dinero para salvar a la empresa, de una "supuesta" quiebra. Mónica, es la mejor amiga de Claudia y su más cercana cómplice. Su relación es tal, que es el refugio de Claudia cada vez que ocurre alguna pelea entre ella y Nicolás. Es también cómplice de Claudia en algunos planes disparatados, en los cuales suelen a veces chocar con Fabián y Nicolás. Los cuatro forman un grupo muy unido.

- Matías (Javier Santos): Es el mejor amigo de Dieguito. Compañeros en la escuela primaria, son muy buenos amigos y también muy rápidos para meterse en problemas. Una de las aventuras más disparatadas vividas por estos amigos, fue una vez que huían de un panadero que los amenazaba por haber robado un pan. En la desesperación del momento, Matías y Diego se esconden en una cesta, que es levantada por un camión de mudanzas. En el camino, este camón sufre un asalto y es secuestrado llevándose a Matías y Diego consigo. Finalmente, con la ayuda de Antonio y Gaspar, logran escapar de los malhechores, siendo estos entregados por un Gaspar disfrazado de linyera. La aparición de Antonio ante los chicos, levantando una soga, motivó a Matías a que le pregunte a su amigo: Diego, ¿el hombre invisible nos va a salvar?. Diego suele apodarlo enano, por lo que el responde No,-me digas-enano!!!!.

- Carolina (Deborah Warren): Era la secretaria de la empresa y amante de Fernando Perales. Lo acompañó en su idea de armar el accidente de Antonio, además de ser su fiel colaboradora. Cariñosamente lo apoda Chupete. Tiene su escritorio en la entrada de la oficina que ocupaba Antonio y que más tarde ocupó Ana María y siempre está atenta a todo lo que ocurre y pasa, para comentárselo a su querido Fernando. Sin embargo, a pesar de este "amorío" entre ellos, varias veces tuvieron roces, como aquella vez que Fernando casi la mata porque no lo ayudó a derrotar a Renato en las elecciones por la Presidencia de la empresa, o la vez que luego de enterarse de que Ana María pasó "accidentalmente" una noche en casa de Fernando, Carolina ayudó a Pablo, con el consentimiento de Renato, a "masacrar" a Fernando por tal atropello. Su muletilla siempre era "Mala ondaaaa!!!" cada vez que no obtenía lo que quería de parte de alguien o cuando se enojaba.

## Elenco
| Actor o Actriz             | Personaje         |
| -------------------------- | ----------------- |
| Pablo Alarcón              | Antonio Saldívar  |
| Germán Kraus               | Pablo Santana     |
| Patricia Palmer            | Ana María         |
| Arturo Bonín (†)           | Fernando Perales  |
| Pedro Aragona              | Dieguito Saldívar |
| Raúl Rossi (†)             | Gaspar            |
| María Concepción César (†) | Julia             |
| Maurice Jouvet (†)         | Renato Saldívar   |
| María Fiorentino           | Rosa              |
| Cecilia Dopazo             | Claudia Saldívar  |
| Emiliano Kaczka            | Fabián Saldívar   |
| Fabián Bagnato             | Daniel            |
| Juan Ignacio Machado       | Nicolás           |
| María Pía Galiano          | Mónica            |
| Javier Santos              | Matías            |
| Deborah Warren (†)         | Carolina          |
| Agustina Cherri            | Paola             |
| Cristina Tejedor           | Georgina          |